# Solomon Passi
Solomon Passi (en bulgare, Соломон Паси, translittération scientifique internationale Solomon Pasi) (né le 22 décembre 1956 à Plovdiv) est un homme politique bulgare d'origine juive, ancien ministre des Affaires étrangères (sous l'étiquette partisane Mouvement national Siméon II, aujourd'hui Mouvement national pour la stabilité et le progrès).
Il obtient en 1979 un magistăr en mathématiques à l'Université Saint-Clément d'Ohrid de Sofia. En 1985, il devient docteur en logique mathématique et sciences informatiques dans la même université.
De 1992 à 2001, il préside le Club Atlantique de Bulgarie (Atlantičeski klub v Bǎlgarija), la vitrine officielle de l'atlantisme en Bulgarie, dont il est le fondateur. Il dirige de nouveau cette ONG depuis 2009, après la fin du mandat de Ljubomir Ivanov. En 1996-1999, il exerce les fonctions de vice-président de l'Association du traité de l'Atlantique (ATA - il est le premier européen de l'est à être élu à ce poste).
Député à la Grande Assemblée nationale, coauteur de la Constitution bulgare, il fut le premier à proposer que la Bulgarie adhère à l'OTAN.
Il a enseigné en tant que professeur invité à l'université Paul-Sabatier de Toulouse. Il est vice-président de la fondation internationale saints Cyrille et Méthode. Pasi est signataire du Traité de Rome de 2004, en tant que représentant d'un pays candidat (cf. Signataires de la Constitution pour l'Europe).
En 2004, il a présidé l'Assemblée générale des Nations unies.
Le 25 avril 2005, il signe avec Meglena Kouneva le traité d'adhésion de la Bulgarie à l'Union Européenne, qui prendra effet le 1er janvier 2007.